# Chocolaterie Dardenne
 (février 2021).
Pour les articles homonymes, voir Dardenne.
La chocolaterie Dardenne est une entreprise française de chocolaterie, dont le site de production est situé à Ausson, dans le département français de la Haute-Garonne.
Créée au début du XXe siècle, par Ludovic Dardenne, la chocolaterie était initialement nommée Société du « Yo-Yo Chocolat Cuit », société anonyme. Après la mode du yo-yo, l'entreprise est renommée Chocolaterie Dardenne[réf. nécessaire].

## Histoire
Ludovic Dardenne, pharmacien de renom à Bagnères-de-Luchon, crée sa chocolaterie en 1897. Après plusieurs années de recherche, il conduit en 1905 le dépôt d'un brevet Dardenne pour un chocolat cuit avec son ami Paul Sabatier (ce brevet est ensuite rectifié et déposé à nouveau en 1910),.
En 1911, Ludovic Dardenne fonde la société Yo-Yo Chocolat Cuit (le nom de la société a été choisi en clin d’œil à son fils Pierre), devenue par la suite Chocolaterie Dardenne.
Après presque un siècle d'existence, l'entreprise est rachetée à Pierre Dardenne en 2002 par Alain et Marie-Hélène Peyrouton[réf. nécessaire].

Ces derniers décident alors de donner un nouvel élan à la chocolaterie par le passage en 2005 en production totale sous label d'agriculture biologique puis en 2013 par le développement d'un chocolat à base d'agave. Enfin, en 2014, la société est récompensée du prix de l'innovation au salon du SISQUA pour un chocolat 100 % végétal au lait d'amande et au sucre de coco,.

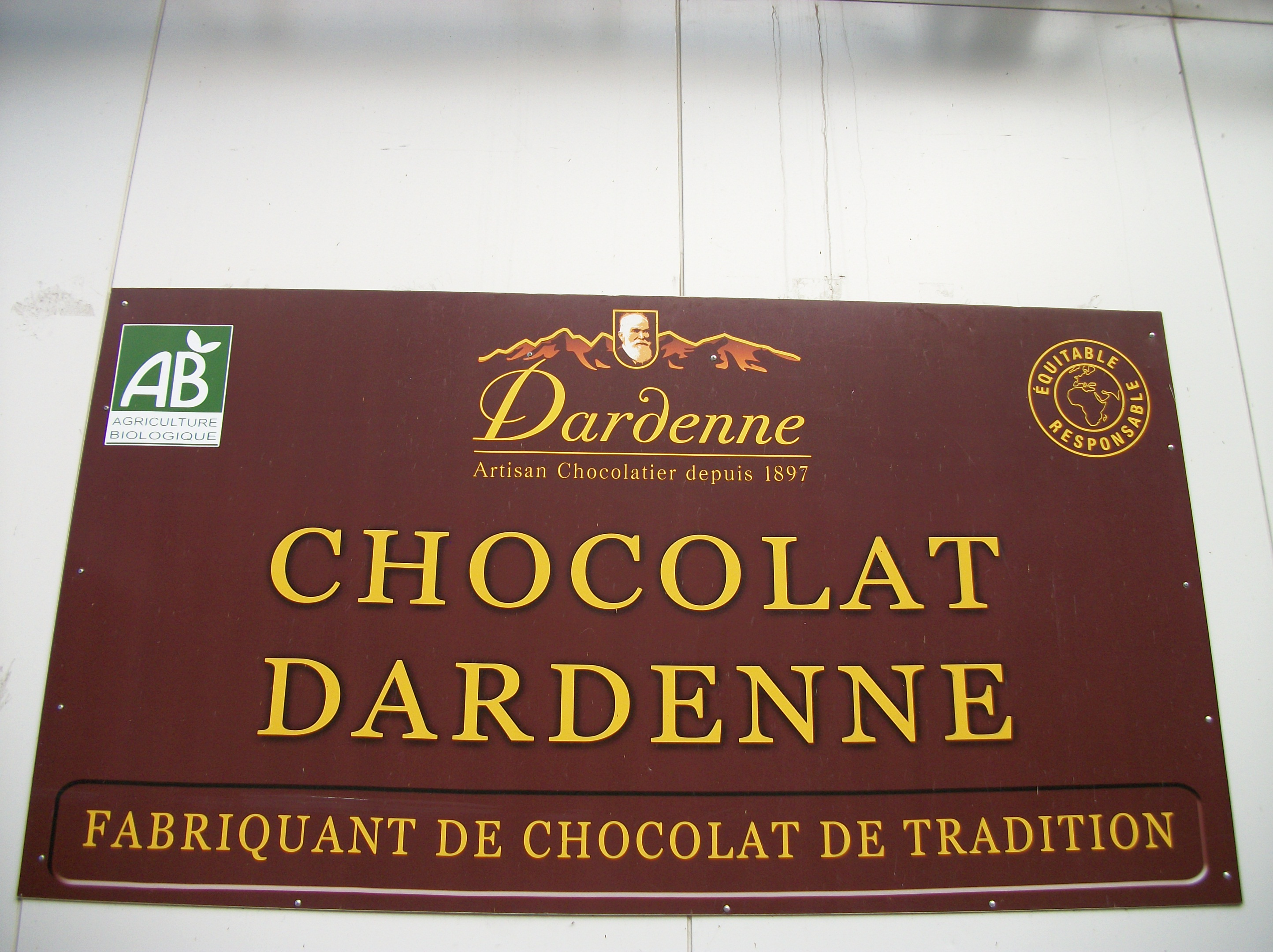

En 2015, l'entreprise change à nouveau de main et est rachetée par la société de Holding Fade to Green[réf. nécessaire].
En mars 2017, la chocolaterie Dardenne a été labellisée Entreprise du Patrimoine Vivant.

## Gamme de produits
Leur assortiment comprend des tablettes de chocolat, de la pâte à tartiner, du chocolat petit-déjeuner et de la confiserie. Ces produits sont déclinés au sein de 5 gammes[réf. nécessaire].

## Histoire du site historique

### De Bagnères-de-Luchon à Salles-et-Pratviel
Initialement située en centre-ville de Bagnères-de-Luchon, l'entreprise s'est déplacée juste avant 2010 à Salles-et-Pratviel.

### De Salles-et-Pratviel à Ausson
Début 2021, la chocolaterie Dardenne a déplacé ses ateliers de fabrication à Ausson, dans la zone économique de la Saoucette. Les installations de production seront doublées et le nombre d'emplois devrait également doubler en cinq ans,.
Depuis le 10 août 2021, la boutique et le musée sont ouverts.

### Sources
- Jérôme Bonhôte,  « Chocolaterie Dardenne » dans Le Dictionnaire des Pyrénées, Toulouse, Privat, 1999, 923 p. (ISBN 2708968165)
- Site officiel de l'entreprise
- Bref historique sur le site luchon.com
- Interview d'Alain et Marie-Hélène Peyrouton auprès de Natexbio (Fédération des professionnels de la filière bio, des produits biologiques, dététiques et écologiques)
- Informations du registre du commerce
- Historique sur le site officiel du Loft-Coco

### Liens Externes
- Chocolat Dardenne - Maître Chocolatier à Luchon